# Воронцова, Маргарита Алексеевна
Маргари́та Алексе́евна Воронцо́ва (урождённая Орло́ва; 23 июня 1923, с. Гремячье, Воронежская губерния — 20 января 2015, Симферополь) — украинский советский врач-педиатр, Герой Социалистического Труда (1969).

## Биография
Родилась в семье учителей. Окончив в 1940 г. с золотой медалью школу, поступила в Ростовский медицинский институт. С 1942 г. работала в сортировочной бригаде военного госпиталя (Орджоникидзе). В 1945 г. продолжила обучение в институте, в 1946 г. получила профессию врача-педиатра.
С 1948 г. жила в Симферополе, работала участковым врачом-педиатром детской городской поликлиники № 2. За большие заслуги в области охраны здоровья и внедрение новых методов лечения Указом Президиума Верховного Совета СССР от 4.2.1969 удостоена звания «Герой Социалистического Труда». Будучи членом ВЦСПС, участвовала в работе его съездов.
В 1987—2004 гг. — фельдшер по санитарно-просветительной работе. В 2004 г. вышла на пенсию.

### Семья
Отец — Алексей Алексеевич Орлов, мать — Вера Михайловна Орлова, учителя.
- сестра Тамара — учитель,
- сестра Серафима — врач,
- брат Юрий (? — 1943), разведчик.

Муж (с 1945) — Николай Фёдорович Воронцов, полковник;
- сын — Юрий Николаевич Воронцов, врач-невропатолог госпиталя инвалидов Великой Отечественной войны;
  - внуки Никита, Марина;
- дочери — Вера, Любовь.

## Награды и признание
- медаль «Серп и Молот» Героя Социалистического Труда (1969)
- орден Ленина (1969)
- медаль «За доблестный труд в Великой Отечественной войне 1941—1945 гг.»
- медаль «За доблестный труд. В ознаменование 100-летия со дня рождения Владимира Ильича Ленина»
- медаль «Защитнику Отчизны»
- Заслуженный врач Автономной Республики Крым
- значок «Отличнику здравоохранения» (СССР)
- почётный нагрудный знак «За заслуги перед Симферополем»
- знак отличия Автономной Республики Крым «За верность долгу» (2013) — за значительный вклад в развитие ветеранского движения, героико-патриотическое воспитание молодежи, активную жизненную позицию, многолетний добросовестный труд, высокий профессионализм и в связи с 90-летием со дня рождения[3].

Именем М. А. Воронцовой назван астероид № 12191, открытый в 1978 г.